# Istres Provence Volley
 (septembre 2024).
Maillots
Istres Provence Volley, section du club omnisports Istres Provence Volley, est un club féminin de volley-ball français évoluant au troisième niveau national (Nationale 2).

## Historique
En finissant 5e Championnat de France lors de la saison 2007-2008, l'équipe se qualifie pour la première fois de son histoire pour une coupe d'Europe, la CEV Challenge Cup.
Après une victoire au premier tour contre un club de République tchèque, le VKKP Brno, puis au second tour contre un club de Slovaquie, le Doprastav Bratislava, l'équipe rencontra en 8e de finale un autre club français, le Cannet Rocheville.

## Palmarès
- Coupe de France :
  - Finaliste en 2021.

- Coupe de France amateur (1) :
  - Vainqueur en 2022.
  - Finaliste en 2019, 2023.

## Effectifs

### Saison 2013-2014
| No                                | Nom                               | Date de naissance                 | Taille                         | Poids                          | Poste                          |
| --------------------------------- | --------------------------------- | --------------------------------- | ------------------------------ | ------------------------------ | ------------------------------ |
| 1                                 | Yulia Stoyanova                   | 22 juillet 1985                   | 185                            |                                | Réceptionneuse-attaquante      |
| 3                                 | Adeline Lefèvre                   | 6 février 1994                    | 171                            |                                | Libero                         |
| 4                                 | Mari Hole                         | 3 août 1990                       | 183                            |                                | Réceptionneuse-attaquante      |
| 5                                 | Julieta Lazcano                   | 25 juillet 1989                   | 190                            |                                | Centrale                       |
| 6                                 | Odette Ndoye                      | 25 août 1992                      | 178                            |                                | Réceptionneuse-attaquante      |
| 7                                 | Ivana Vasin                       | 13 mai 1982                       | 178                            | 70                             | Passeuse                       |
| 8                                 | Pauline Soullard                  | 24 avril 1985                     | 182                            | 67                             | Centrale                       |
| 9                                 | Nora Bogdanova                    | 9 juin 1991                       | 202                            | 70                             | Centrale                       |
| 10                                | Diane Picard                      | 11 août 1995                      | 173                            |                                | Passeuse                       |
| 11                                | Leslie Cikra                      | 12 décembre 1990                  | 192                            |                                | Attaquante                     |
| 12                                | Alyssa D'Errico                   | 28 mars 1989                      | 176                            |                                | Libero                         |
| 13                                | Alexia Joffrin                    | 26 octobre 1994                   | 180                            |                                | Attaquante                     |
|                                   |                                   |                                   |                                |                                |                                |
| Encadrement technique             | Encadrement technique             |                                   | Légende                        | Légende                        | Légende                        |
| Entraîneur : Jean-Pierre Staelens | Entraîneur : Jean-Pierre Staelens | Entraîneur : Jean-Pierre Staelens | : Capitaine                    | : Capitaine                    | : Capitaine                    |
| Entraîneur(s) adjoint(s) :        | Entraîneur(s) adjoint(s) :        | Entraîneur(s) adjoint(s) :        | : Joueuse blessée actuellement | : Joueuse blessée actuellement | : Joueuse blessée actuellement |